# Гимн Польши
Гимн Польши, также известный как «Мазурка Домбровского» (пол. „Mazurek Dąbrowskiego“, также «Марш Домбровского») — один из официальных символов Польши, написанный предположительно Юзефом Выбицким в 1797 году.
Первоначальное название — «Песня польских легионов в Италии» (пол. „Pieśń Legionów Polskich we Włoszech“). За пределами Польши наиболее известна первая строка — „Jeszcze Polska nie zginęła“ («Ещё Польша не погибла») — которую часто ошибочно принимают за польский национальный девиз.

## История гимна
Речь Посполитая исчезла с политической карты Европы в результате третьего раздела в 1795 году, осуществлённого Российской империей, Пруссией и Австрией.
В 1797 году генерал-поручик Ян Генрик Домбровский с позволения Наполеона Бонапарта создал в Италии из вынужденно покинувших родину вследствие раздела Речи Посполитой Польские легионы, которые, по замыслу Домбровского, должны были вторгнуться в Польшу и вновь отвоевать независимость. Впервые песня была исполнена 20 июля войсковым оркестром в ритме мазурки на польскую народную мелодию.
Песня стала гимном Ноябрьского (1830 г.) и Январского (1863 г.) восстания.
26 февраля 1927 года «Марш Домбровского» стал государственным гимном Польши.

## Версии «Марша Домбровского» на других языках
Во время революционных событий 1848 года «Марш Домбровского» исполнялся в Праге, Париже, Вене и Берлине.
На мотив «Марша Домбровского» словацкий поэт Само Томашик сочинил песню «Гей, Славяне», которая в последующем использовалась как государственный гимн СФР Югославии и Союзной Республики Югославия и рядом других славянских государств, временно существовавших в 20 веке.
Кроме того, «Марш Домбровского» оказал влияние на текст и метр стиха Павла Чубинского 1862 г., будущего гимна Украины — «Ще не вмерла Україна».

## Текст и перевод гимна
| Оригинальная версия                 | Перевод на русский язык         |
| ----------------------------------- | ------------------------------- |
| Jeszcze Polska nie zginęła,         | Ещё Польша не погибла,          |
| Kiedy my żyjemy.                    | Когда мы живём.                 |
| Co nam obca przemoc wzięła,         | Что у нас чужая сила взяла,     |
| Szablą odbierzemy.                  | Саблей отберём.                 |
|                                     |                                 |
| Refren:                             | Припев:                         |
|                                     |                                 |
| Marsz, marsz, Dąbrowski,            | Марш, марш, Домбровский,        |
| Z ziemi włoskiej do Polski.         | Из земли итальянской в Польшу!  |
| Za twoim przewodem                  | Под твоим предводительством     |
| Złączym się z narodem.              | Сплотимся с народом.            |
|                                     |                                 |
| Przejdziem Wisłę, przejdziem Wartę, | Перейдём Вислу, перейдём Варту, |
| Będziem Polakami.                   | Будем поляками.                 |
| Dał nam przykład Bonaparte,         | Дал нам пример Бонапарт,        |
| Jak zwyciężać mamy.                 | Как побеждать мы должны.        |
|                                     |                                 |
| (Refren)                            | (Припев)                        |
|                                     |                                 |
| Jak Czarniecki do Poznania          | Как Чарнецкий в Познань         |
| Po szwedzkim zaborze,               | После шведской оккупации,       |
| Dla ojczyzny ratowania              | Для Отчизны спасения            |
| Wrócim się przez morze.             | Вернёмся через море.            |
|                                     |                                 |
| (Refren)                            | (Припев)                        |
|                                     |                                 |
| Już tam ojciec do swej Basi         | Уж там отец своей Басе          |
| Mówi zapłakany –                    | Говорит, заплаканный:           |
| Słuchaj jeno, pono nasi             | «Послушай только, вроде наши    |
| Biją w tarabany.                    | Бьют в барабаны».               |
|                                     |                                 |
| (Refren)                            | (Припев)                        |

Оригинальный текст «Мазурки Домбровского» включал в себя две дополнительные строфы (в официальном тексте государственного гимна Польши они отсутствуют):
| Niemiec, Moskal nie osiędzie,  | Немец, москаль не поселится, | Русский с немцем не осядут, |
| Gdy jąwszy pałasza'z           | Когда, взявши палаш,         | Коль палаш поднявши         |
| Hasłem wszystkich zgoda będzie | Лозунгом всех согласие будет | Станет нам Единство кличем  |
| I Ojczyzna nasza.              | И Отчизна наша.              | И Отчизна наша              |
|                                |                              |                             |
| (Refren)                       | (Припев)                     | (Припев)                    |
|                                |                              |                             |
| Na to wszystkich jedne głosy:  | На это всех одни голоса:     | И на то все в один голос:   |
| Dosyć tej niewoli!             | «Довольно этой неволи!       | «Хватит жить в неволе!      |
| Mamy Racławickie kosy          | У нас рацлавицкие косы,      | С нами косы и Костюшко,     |
| Kościuszkę, Bóg pozwoli.       | Костюшко, Бог позволит».     | Верим, Бог позволит».       |
|                                |                              |                             |
| (Refren)                       | (Припев)                     | (Припев)                    |